# Río Cauto (municipio)
Río Cauto es un municipio de Cuba, perteneciente a la provincia de Granma, ambos fundados en 1976. 
Por dicha zona, transcurre la mayor parte del extenso caudal del río Cauto, el cual otorga su nombre al municipio. 
Cuenta con una extensión territorial de aproximadamente 1500 km² y unos 46, 804 habitantes.
En febrero del 2024 se produjo una visita del dictador cubano, Miguel Diaz-Canel Bermúdez al municipio, la cual quedará para la historia de Río Cauto.   